# Бойко, Эдуард Владимирович
Эдуард Владимирович Бойко (род. 20 декабря 1960, Свердловск) — советский хоккеист, защитник, нападающий. Мастер спорта СССР.

## Биография
Воспитанник свердловской хоккейной школы «Спартаковец», тренеры Алексей Коковин и Герман Чумачек.
В сезоне-1979/80 дебютировал в команде второй лиги СКА Свердловск, с которой вышел в первую лигу. Победитель турнира «Кубок 30 декабря» (Румыния, 1980). Семь сезонов отыграл за «Автомобилист» Свердловск, был капитаном команды. В высшей лиге провёл три сезона, в 76 матчах набрал 32 (14+18) очков.
После окончания карьеры занялся бизнесом, в том числе, совместным с партнёром по «Автомобилисту» Виктором Кутергиным.